# Münstertal, Breisgau-Hochschwarzwald
Münstertal là một đô thị ở phía nam rừng Đen, huyện Breisgau-Hochschwarzwald bang Baden-Württemberg phía nam thuộc nước Đức. Đô thị Münstertal, Black Forest có diện tích 67,73 km², dân số thời điểm 31 tháng 12 năm 2020 là 5099 người. Đô thị này có cự ly 3 dặm Anh về phía đông Staufen.